# سليمان سيسوكو
سليمان سيسوكو (بالفرنسية: Souleymane Cissokho)‏ (مواليد 4 يوليو 1991) هو ملاكم فرنسي، مثّل بلاده في الألعاب الأولمبية الصيفية 2016.

## روابط خارجية
سليمان سيسوكو على موقع بوكس ريك (الإنجليزية) (registration required)
- سليمان سيسوكو على موقع اللجنة الأولمبية الدولية (الإنجليزية)
- سليمان سيسوكو على موقع أوليمبيديا (الإنجليزية)
- سليمان سيسوكو على موقع اللجنة الأولمبية الفرنسية (مؤرشف) (الفرنسية)